# Carnosauria
Carnosauria este un grup mare de dinozauri prădători care au trăit în Jurasic și Cretacic. În timp ce inițial cuprindea o mare varietate de teropode gigant care nu erau strâns legate, grupul a fost definit de atunci pentru a cuprinde doar alozaurii și rudele lor apropiate. Începând cu anii 1990, oamenii de știință au descoperit câteva carnosaure foarte mari din familia carcarodontosauridelor, precum Giganotosaurus și Tyrannotitan, care sunt printre cei mai mari dinozauri prădători cunoscuți.
Carnosaurele au apărut pentru prima dată în Jurasicul mijlociu, acum aproximativ 176 milioane de ani în urmă. Ultimele carnosaure cunoscute, carcarodontosaurele, au dispărut în epoca Turonian (aparținând perioadei Cretacic), acum aproximativ 90 de milioane de ani; se pare că rămășițele raportate de carcharodontosauride, din epocile Campanian și Maastrichtian, sunt rămășițe ale abelisauridelor.

## Caracteristici
Carnosaurele sunt caracterizate prin ochi mari, un craniu lung, îngust și modificări la nivelul picioarelor și pelvisului, femurul fiind mai lung decât tibia. Capul era mare și aveau dinți puternici în formă de pumnal. Curbura în „S” a gâtului sugerează o musculatură de mare putere, iar fălcile erau foarte flexibile: astfel de specializări sugerează că erau prădători deosebit de potriviți pentru vânarea pradelor mari, cum ar fi ornithischia sau sauropodele tinere.
Membrele anterioare erau scurte și puternice, cu trei degete, în timp ce picioarele erau lungi, rezistente și adaptate mersului rapid. Ghearele mari prezente la mâni și picioare erau mijloace extraordinare de atac. Coada lungă și puternică la bază, ca la toate tetanurele, contrabalansează corpul proiectat înainte.

## Origine și evoluție
Primele carnosaure au început să se dezvolte probabil spre sfârșitul Jurasicului mijlociu, dar foarte puțini sunt cunoscuți: un exemplu este Metriacanthosaurus descoperit în Anglia. Aceste forme primitive au dat naștere la două familii: Allosauridae, superpredători tipici din America de Nord, dar care se găsesc și în Europa, și Metriacanthosauridae (anterior Sinraptoridae) cu un corp mai ușor și ale cărui resturi au fost găsite în Asia.
Aceste forme constituiau verigile cele mai înalte în lanțul trofic al habitatului lor. Cu toate acestea, în prima parte a Cretacicului, aceste animale au murit, nu înainte de a da naștere unei rase de carnosaure uriașe, carcharodontosauridae, tipice Cretacicului mijlociu din Africa și America de Sud. Acești enormi prădători, uneori lungi de 13 metri, au fost printre cei mai mari dinozauri carnivori care au trăit vreodată; și-au împărțit habitatul cu alți prădători de talie impresionantă, dar mai primitivi, metriacanthosauridae.

## Filogenie
Cladograma prezentată mai jos urmărește analiza din 2010 realizată de Benson, Carrano și Brusatte.
|                     | Allosauridae                                                             |
|                     |                                                                          |
| Carcharodontosauria | \| \| Carcharodontosauridae \| \| \| \| \| \| Neovenatoridae \| \| \| \| |
|                     | \| \| Carcharodontosauridae \| \| \| \| \| \| Neovenatoridae \| \| \| \| |
|                     | Carcharodontosauridae                                                    |
|                     |                                                                          |
|                     | Neovenatoridae                                                           |
|                     |                                                                          |

|  | Carcharodontosauridae |
|  |                       |
|  | Neovenatoridae        |
|  |                       |

|                     | Allosauridae                                                             |
|                     |                                                                          |
| Carcharodontosauria | \| \| Carcharodontosauridae \| \| \| \| \| \| Neovenatoridae \| \| \| \| |
|                     | \| \| Carcharodontosauridae \| \| \| \| \| \| Neovenatoridae \| \| \| \| |
|                     | Carcharodontosauridae                                                    |
|                     |                                                                          |
|                     | Neovenatoridae                                                           |
|                     |                                                                          |

|  | Carcharodontosauridae |
|  |                       |
|  | Neovenatoridae        |
|  |                       |